# Ribautia aggregata
Ribautia aggregata är en mångfotingart som först beskrevs av Henri W. Brölemann 1915.  Ribautia aggregata ingår i släktet Ribautia och familjen storjordkrypare. Inga underarter finns listade i Catalogue of Life.